# Isabella av Villehardouin
Isabella av Villehardouin, född 1260/63, död 23 januari 1312, var en monark (furstinna) av den grekiska korsfararstaten furstendömet Achaea 1287-1307. Hon var genom äktenskap titulärdrottning av Thessalonica. 
Hon var dotter till Achaias furste Vilhelm II av Villehardouin och Anna av Epiros. Hon var som äldsta dotter och i avsaknad av en bror sin fars tronarvinge. Den 28 maj 1271 gifte hon sig med prins Filip av Sicilien. Äktenskapet hade arrangerats genom fördraget i Viterbo mellan kung Karl I av Sicilien, den latinska titulärkejsaren Baduin II av Konstantinopel och hennes far. Fördraget stadgade att deras barn skulle giftas in i Karls familj, och om de blev barnlösa skulle Achaia tillfalla Karl: fördraget gynnade alltså planen på siciliansk överhöghet på det ena eller andra sättet. 
Isabellas make blev titulärkung av Thessalonica 1274. Filip dog 1277, och Isabellas far Vilhelm året därpå, 1278. Isabellas före detta svärfar Karl av Sicilien blev då furste av Achaia i enlighet med fördraget, som stadgade att Achaia skulle övergå till Sicilien om Isabellas och Filips äktenskaps förblev barnlöst. Vid Karls död 1285 efterträddes han av sin son Karl II av Sicilien som monark i Achaia. 
År 1287 gifte sig dock Isabella med Florent av Hainaut, och Karl II tillät henne tillträda tronen i Achaia gemensamt med Florent på villkor att hon inte fick gifta om sig utan hans tillstånd. Paret hade en dotter, Mathilda. De var från 1293 inblandade i strid med bysantinarna, ett krig där Florent föll 1298. Den 12 februari 1301 i Rom gifte sig Isabella utan Karl II:s tillstånd med prins Filip av Savojen, som också blev hennes medregent. Filip förorsakade uppror med sitt förtryck av bönderna och sin auktoritära stil mot baronerna. 
År 1306 kallades Isabella och Filip till Neapel av Karl II, som anklagade Filip för illojalitet och Isabella för att ha gift sig utan hans tillstånd, avsatte dem båda och insatte sin son Filip II av Taranto som monark i Achaia. Filip uppgav sina anspråk på Achaia 1307 i utbyte mot Alba. Isabella fortsatte att hävda sin rätt, separerade från Filip och bosatte sig i Hainaut. Isabellas dotter Mathilda av Achaea efterträdde 1313 Filip av Taranto som monark i Achaia.